# Giunta provinciale
La giunta provinciale è uno degli organi di governo della provincia.
La legge 7 aprile 2014 n°56 ha profondamente modificato l'organizzazione dell'ente provincia, abolendo la giunta nelle province comprese nelle regioni a statuto ordinario. Attualmente pertanto la giunta provinciale è ancora presente solo nelle province il cui mandato elettorale non sia spirato prima del 2016.

## Struttura
La giunta è composta dal presidente della provincia, che la presiede, e da un numero di assessori, stabilito dallo statuto provinciale, che non deve essere superiore a un quarto del numero dei consiglieri provinciali, computando a tale fine anche il Presidente, e comunque non superiore a dodici.
Gli assessori sono nominati dal presidente della provincia fra i cittadini in possesso dei requisiti di candidabilità, eleggibilità e compatibilità alla carica di consigliere. Gli assessori sono nominati anche al di fuori dei componenti del consiglio provinciale ma, tuttavia, poiché la carica di assessore è incompatibile con quella di consigliere, chi è stato nominato assessore cessa dalla carica di consigliere all'atto dell'accettazione della nomina. Il Presidente ha, secondo la legge, la più ampia discrezionalità nella nomina e revoca degli assessori; nella pratica, però, deve tenere conto delle indicazioni delle forze politiche che lo sostengono e, nel caso di coalizione, ponderare la presenza in giunta delle stesse.
In Friuli-Venezia Giulia la riforma varata nel 2014, per ora applicata solo alla Provincia di Pordenone, ha previsto il ritorno al modello parlamentare, stabilendo una Giunta composta da due assessori nominata dal Consiglio provinciale insieme al Presidente.

## Funzioni
La giunta collabora con il presidente nel governo della provincia e opera attraverso deliberazioni collegiali. La giunta compie tutti gli atti rientranti nelle funzioni degli organi di governo, che non siano riservati dalla legge al consiglio e che non ricadano nelle competenze, previste dalle leggi o dallo statuto, del Presidente; collabora con il Presidente nell'attuazione degli indirizzi generali del consiglio; riferisce annualmente al consiglio sulla propria attività e svolge attività propositive e di impulso nei confronti dello stesso; adotta i regolamenti sull'ordinamento degli uffici e dei servizi, nel rispetto dei criteri generali stabiliti dal consiglio.
Ciascun assessore riceve, di norma, una o più deleghe relative a settori specifici dell'azione amministrativa provinciale. Talvolta il presidente della provincia conferisce a membri del consiglio provinciale, i cosiddetti consiglieri delegati, incarichi di collaborazione in ambiti specifichi, sicché questi vengono a configurarsi come una sorta di assessori "esterni", sebbene tale prassi sia da molti ritenuta in contrasto con l'attuale impianto normativo in materia di organi degli enti locali.

## Notizie storiche
Il precedente storico della Giunta in periodo monarchico fu la Deputazione provinciale, organismo concepito però per una forma di governo più avvicinabile al modello direttoriale. Soppresse durante il regime, le deputazioni furono ripristinate a titolo provvisorio in seguito alla caduta del fascismo. Fu la legge 8 marzo 1951, n°122, a ripristinare la democrazia a livello provinciale, sostituendo la Deputazione una Giunta pienamente conformata al parlamentarismo classico, e concepita dunque come una particolare commissione del Consiglio provinciale. Il numero di assessori era stabilito in:
- 8 nelle province sopra 1 400 000 abitanti;
- 6 nelle province a popolosità intermedie;
- 4 nelle province sotto i 300 000 abitanti.

Con la legge 25 marzo 1993, n. 81 fu introdotta l'elezione diretta del Presidente della provincia e, contemporaneamente, la nomina dei componenti della giunta da parte dello stesso, pur mantenendo in essere il rapporto di fiducia col Consiglio. In questo modo la forma di governo della provincia fu avvicinata al modello semipresidenziale.
Il Testo unico degli enti locali del 2000, demandando ai singoli statuti l'esatta determinazione del numero degli assessori, ne causò nei fatti un'esplosione numerica. In sede di immediata applicazione la composizione spaziava da 6 a 12 membri, passando fra gli 8 e i 10 nella soglia dei 700 000 abitanti, mentre la prevista liberalizzazione comportò l'elevazione della forcella da un minimo di 8 fino addirittura a 15 assessori. Gli ingenti costi in termini di stipendi, senza contare il rallentamento delle riunioni, convinse dal 2008 il legislatore a stabilire un tetto massimo di 12 componenti, e nel 2011 a votare un più parco rapporto di uno a quattro coi consiglieri.